# Kamienica Johna w Warszawie

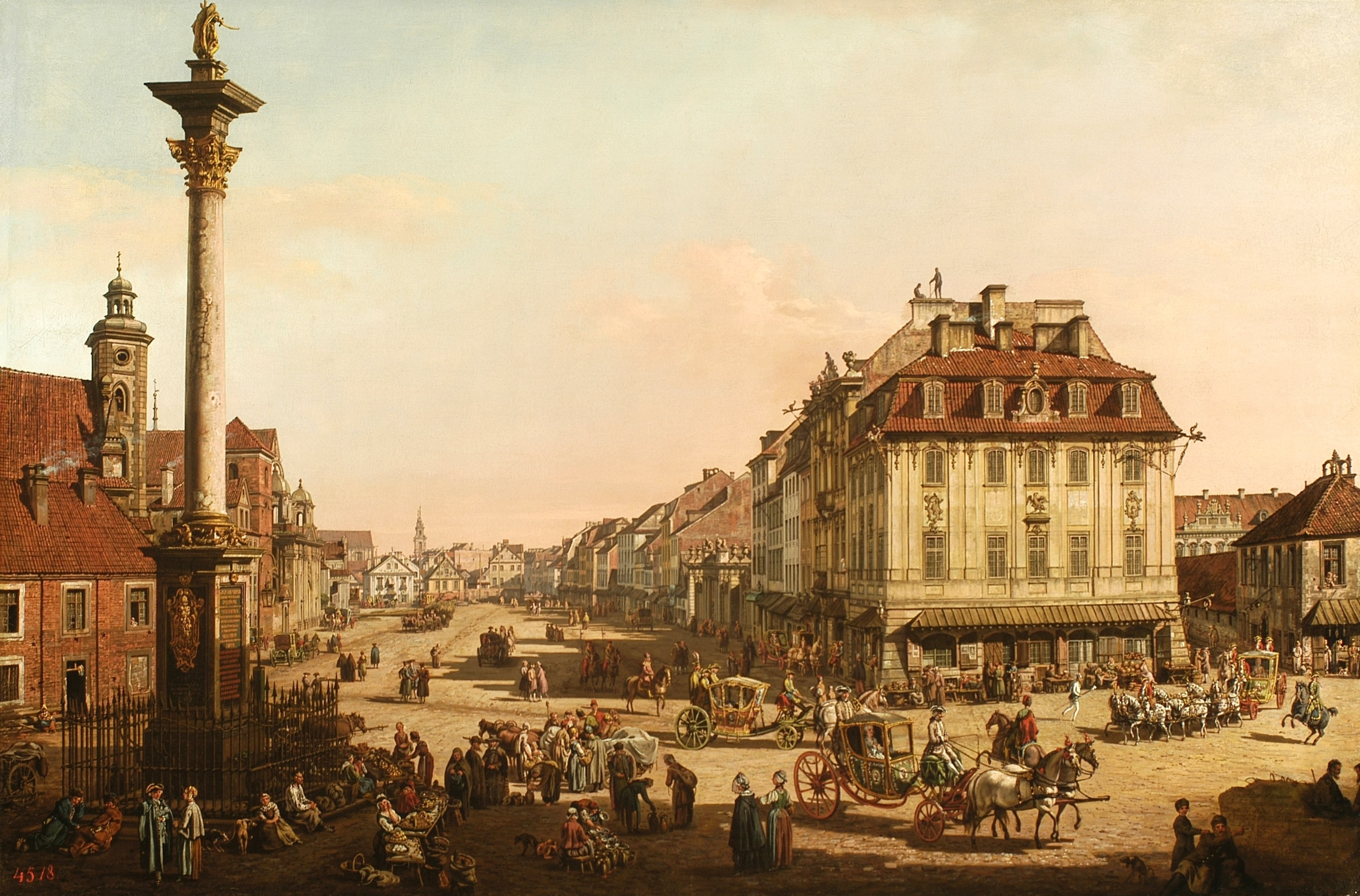
Kamienica Johna na obrazie Canaletta (po prawej)

Kamienica Johna, właśc. kamienica Aleksandra Johna, także kamienica Ignacego Nowickiego – kamienica znajdująca się przy ul. Krakowskie Przedmieście 89 w Warszawie, przy placu Zamkowym.

## Historia
Pierwsza kamienica w tym miejscu została wzniesiona w 1654 roku dla muzyka Adameckiego. Została odbudowana ze zniszczeń po potopie szwedzkim dla Matiasza Barankiewicza. W 1743 roku należała do A. Rojkiewicza. 
Kamienica została gruntownie przebudowana ok. 1754 roku według projektu Jana Deybla przez metrykanta koronnego Ignacego Ludwika Nowickiego na dwupiętrowy budynek z poddaszem kryty czterospadowym dachem mansardowym z lukarnami, o rokokowej ornamentacji. Dwutraktowy układ wnętrza został dostosowany do funkcji kamienicy czynszowej. Od 1784 roku stanowiła ona własność Henryka Münchenbecka, mieścił się w niej m.in. jego skład towarów żelaznych. W latach 1790–1796 mieściła się tu księgarnia i wypożyczalnia książek Fryderyka Chrystiana Netty, a w XIX w. popularny zakład krawiecki Jana Willera oraz sklep fabryki Skiba i Ulkan. W latach 1862–1863 dobudowano czwartą kondygnację i zmieniono elewację kamienicy na styl eklektyczny. Na przełomie XIX i XX w. działał w niej magazyn wyrobów jubilerskich Aleksandra Rotherta. 
W 1909 nieruchomość kupił adwokat Aleksander John (wym. nazwiska Jon). W 1910 roku ogłosił konkurs on na projekt fasady; wygrał go architekt Konrad Kłos. W 1911 roku, po zabiegach Towarzystwa Opieki nad Zabytkami Przeszłości, przywrócono kamienicy rokokowy charakter, zachowując jednak trzecie piętro. 
Kamienica spłonęła w czasie obrony Warszawy we wrześniu 1939 roku, a w 1944 roku została całkowicie zniszczona. 
W 1947 roku relikty kamienicy zostały rozebrane z powodu budowy tunelu Trasy W-Z. Budynek został odbudowany w latach 1949–1950 roku według projektu Włodzimierza Wapińskiego i Kazimierza Thora w formach późnobarokowych. Fasadę z 1768 roku odtworzono na podstawie obrazu Canaletta. Ze względu na umieszczenie w parterze budynku maszynowni i wylotu schodów ruchomych łączących Trasę W-Z z placem Zamkowym konieczne było powiększenie kamienicy o 80 cm w kierunku placu. Jej wnętrza zostały połączone z sąsiednią kamienicą Prażmowskich. Została oddana do użytku w czerwcu 1950.
W 1965 roku kamienica została wpisana do rejestru zabytków.
Kamienica jest siedzibą Stowarzyszenia Pisarzy Polskich, PEN Clubu i Związku Literatów Polskich.